# Normantas
Normantas ist ein litauischer männlicher Familienname, abgeleitet von Noras + Mantas.

## Weibliche Formen
- Normantaitė (ledig)
- Normantienė (verheiratet)

## Personen
- Augustinas Normantas (* 1952), Verwaltungsjurist
- Jonas Normantas, litauischer Fußballspieler
- Valentinas Normantas (* 1941), Schachspieler